# Direitos humanos no Tibete
Os direitos humanos no Tibete são uma questão controversa. Embora os Estados Unidos defendam e forneçam fundos ao movimento de independência do Dalai Lama, os Estados Unidos não reconhecem o Tibete como país. Os abusos relatados dos direitos humanos no Tibete incluem liberdade restrita de religião, crença e associação; prisão arbitrária; maus-tratos sob custódia, incluindo tortura; e aborto forçado e esterilização. O estatuto da religião, principalmente no que se refere a figuras religiosas e políticas, como o exílio do 14º Dalai Lama, é um objeto regular de críticas. Além disso, a liberdade de imprensa na China está ausente, com os média do Tibete rigidamente controlados pela liderança chinesa, tornando difícil determinar com precisão a extensão dos abusos dos direitos humanos.
De acordo com um relatório da Amnistia Internacional de 1992 (números não verificados), os padrões judiciais na China, inclusive no Tibete autónomo, não estavam à altura dos "padrões internacionais". O relatório acusou o governo do Partido Comunista Chinês (PCC) de manter prisioneiros políticos e prisioneiros de consciência; maus-tratos de detidos, incluindo tortura e inação em face de maus-tratos; o uso da pena de morte; execuções extrajudiciais; e aborto forçado e esterilização e até infanticídio. Um relatório da Reuters de 2020 afirmou que 15% da população do Tibete faz parte de um programa de trabalho em massa que grupos de direitos humanos consideram coercivo. Críticos do PCC dizem que o seu objetivo oficial de eliminar "os três males do separatismo, terrorismo e extremismo religioso" é usado como pretexto para abusos dos direitos humanos.
Os direitos humanos no Tibete antes da sua anexação pela República Popular da China diferiam consideravelmente daqueles da era moderna. Antes de 1951, o Tibete era governado por uma teocracia ou servidão e tinha uma hierarquia social de casta.

## Direitos humanos no Tibete pré-1950

### O sistema social
A mutilação judicial – principalmente arrancar os olhos e cortar as mãos ou os pés – foi formalizada na escola Sakya como parte do código legal tibetano do século XIII, e foi usada como punição legal até ser declarada ilegal em 1913 por uma proclamação do 13º Dalai Lama.
Para o jornalista e escritor Israel Epstein, judeu polaco, cidadão chinês naturalizado e membro do Partido Comunista Chinês, "a velha sociedade" no Tibete "não tinha nada nem remotamente parecido com os direitos humanos". Ele explica: "Elevada e reduzida, a crença foi durante séculos imposta aos tibetanos de que o estatuto de todos era predeterminado pelo destino, como recompensa por virtudes ou penalidade por falhas em encarnações passadas. Por isso, era considerado insensato para os ricos (embora a compaixão fosse pregada de forma abstrata) ter escrúpulos em sentar-se no pescoço dos pobres, e criminoso e blasfemo para os pobres não suportar pacientemente o jugo.' Shangri-La 'o velho Tibete definitivamente não era."
Robert W. Ford, um dos poucos ocidentais nomeados pelo governo do Tibete na época do Tibete independente de facto, passou cinco anos no Tibete, de 1945 a 1950, antes de ser preso pelo exército invasor chinês. No seu livro Wind Between the Worlds: Captured in Tibet, ele escreve:

"Por todo o Tibete eu tinha visto homens que haviam sido privados de um braço ou uma perna por roubo (...) Amputações penais eram feitas sem antissépticos ou curativos estéreis".
Uma antiga forma de escravidão anterior ao desenvolvimento do sistema feudal ainda existia num pequeno número de mansões no antigo Tibete (antes de 1959): as mansões nanggzan ( nanggzan significa "escravo da família" em tibetano). Nestes, de acordo com o sociólogo chinês Liu Zhong, "a exploração não se deu por meio do aluguer da terra, mas pela escravização" do proprietário da mansão. Em troca do trabalho na terra, os escravos recebiam alojamento, roupas e alimentação, ainda que mínimos. "Alguns escravos tinham as suas famílias [com eles], enquanto outros não." Esta forma residual de escravidão foi finalmente abolida no Tibete Central em 1959 pelo Comité Preparatório para a Fundação da Região Autónoma do Tibete.
A natureza da servidão e a sua aplicabilidade às sociedades orientais é contestada entre os académicos. O tibetologista Melvyn Goldstein escreveu em 1971 que "o Tibete foi caracterizado por uma forma de desigualdade institucionalizada que pode ser chamada de servidão generalizada". No entanto, alguns académicos questionaram a aplicabilidade do conceito ao Tibete, sendo um exemplo recente Heidi Fjeld que em 2003 argumentou que o feudalismo e o uso do termo 'servo' era enganoso em relação ao sistema social do Tibete e, em vez disso, o descreveu como "uma hierarquia social de casta".
No debate político sobre a legitimidade do governo do Partido Comunista na Região Autónoma do Tibete, fontes oficiais chinesas afirmam que a invasão comunista foi justificada para acabar com a prática de "servidão feudal" e outros supostos abusos de direitos humanos sob o Dalai Lama.
O governo tibetano no exílio e os defensores do movimento do Tibete livre afirmam que os esforços estavam em andamento na primeira metade do século XX para modernizar o país, e argumentam que os abusos dos direitos humanos sob o Partido Comunista infligiram maior sofrimento e repressão aos povo tibetano.

### Crimes e punições
O comerciante Gyebo Sherpa foi submetido a severas chicotadas de corca por vender cigarros. Ele morreu dos seus ferimentos 2 dias depois na prisão de Potala. Tashi Tsering, autointitulado crítico da sociedade tibetana tradicional, regista ter sido chicoteado aos 13 anos por ter perdido uma apresentação como dançarino na trupe de dança do Dalai Lama em 1942, até que a pele se partiu e a dor se tornou insuportável.
No entanto, incidentes de mutilação foram registados no Tibete no período entre o início do século XX e a ocupação chinesa. O comunista tibetano Phuntso Wangye relembrou a sua raiva ao ver orelhas humanas recém-cortadas penduradas no portão da sede do condado em Damshung, ao norte de Lhasa, em 1945. Os olhos do oficial tibetano de alto nível Lungshar foram arrancados por ordem direta do Kashag ou governo tibetano em 1934. Foi feita uma tentativa de anestesiar o suposto criminoso com intoxicantes antes de realizar a punição, que não funcionou bem.
Em 1950, os seis guardas de fronteira tibetanos envolvidos no assassinato ou ferimento dos companheiros de Frank Bessac (um deles Douglas Mackiernan) enquanto fugiam para o Tibete do avanço comunista, foram julgados e condenados à mutilação no tribunal militar de Lhasa: "O líder deveria ter o seu nariz e ambas as orelhas cortadas. O homem que disparou o primeiro tiro perderia as duas orelhas. Um terceiro homem deveria perder uma orelha, e os outros deveriam receber 50 chicotadas cada." (A punição foi posteriormente alterada para chicotadas a pedido de Bessac).

### Hostilidade em relação às missões e igrejas ocidentais
Nos séculos passados, missionários ocidentais fizeram a perigosa e demorada jornada ao Tibete, apenas para serem frustrados pelo pobre número de convertidos nativos, para serem expulsos da área, ou mesmo para serem mortos ou morrerem. Mas em diferentes estágios da história tibetana, governantes seculares e líderes religiosos como o Dalai Lama estiveram ansiosos para proteger os missionários ocidentais e as suas tarefas de pregar as crenças cristãs aos tibetanos locais. O primeiro missionário ocidental conhecido por ter chegado a Lhasa foi o padre jesuíta António de Andrade, acompanhado pelo Irmão Manuel Marques, e o seu primeiro encontro com os tibetanos foi cordial, com os tibetanos saudando Andrade e Marques com amizade.
No entanto, os cristãos sofreram várias perseguições no antigo Tibete. Em 1630, a missão jesuíta de Tsaparang no Reino de Guge (atualmente o distrito de Gantok no Tibete Ocidental) foi vítima de uma revolta dos lamas dissidentes locais do Chapéu Amarelo, liderados pelo irmão do rei e auxiliados pelo rei de Ladakh, contra o rei que havia esbanjado favores na missão estrangeira. Muitos cristãos convertidos foram levados à força para Ladakh como escravos. A igreja e as propriedades em Tsaparang e Rudok foram saqueadas, e cinco jesuítas residentes tornaram-se prisioneiros virtuais do rei de Ladakh, que se tornou o governante de facto de Guge. Um esforço de 1640 para restabelecer a missão em Guge fracassou quando um grupo de três novos sacerdotes foi atacado ao entrar no Tibete antes de chegar a Tsaparang e foi forçado a recuar para a Índia.
Entre 1850 e 1880, após o decreto do tribunal Qing permitindo que missionários ocidentais comprassem terras e construíssem igrejas nas províncias chinesas, cerca de uma dúzia de sacerdotes de baixo escalão da Sociedade de Missões Estrangeiras de Paris foram mortos ou feridos durante as suas viagens a postos missionários nas terras fronteiriças sino-tibetanas. Em 1881, o padre Brieux, então chefe da Sociedade de Missões Estrangeiras de Paris em Batang, no leste do Tibete, teria sido assassinado a caminho de Lhasa. Após investigações adequadas, os oficiais Qing descobriram que os casos de assassinato eram secretamente apoiados e até orquestrados por lamaserias locais e chefes nativos. Sentindo-se ameaçados pelo crescente número de novos convertidos cristãos no Tibete oriental, bem como pelo decreto imperial que permitia aos missionários comprar e possuir terras abertamente, as comunidades monásticas lamaísticas e os seus patronos políticos sentiram a necessidade de tomar medidas drásticas para proteger os seus interesses financeiros e políticos.
Em 1904, o oficial Qing Feng Quan procurou reduzir a influência da Seita Gelugpa e ordenou a proteção dos missionários ocidentais e das suas igrejas. A indignação sobre Feng Quan e a presença cristã atingiu um clímax em março de 1905, quando milhares de lamas Batang se revoltaram, matando Feng, a sua comitiva, funcionários locais Manchu e Han chineses e os padres católicos franceses locais. A revolta logo se espalhou para outras cidades no leste do Tibete, como Chamdo, Litang e Nyarong, e num ponto quase se espalhou para a província vizinha de Sichuan. As estações missionárias e igrejas nestas áreas foram queimadas e destruídas pelos furiosos monges Gelugpa e chefes locais. Dezenas de ocidentais locais, incluindo pelo menos quatro padres, foram mortos ou feridos fatalmente. A escala da rebelião foi tão tremenda que somente quando as autoridades Qing entraram em pânico enviaram apressadamente 2.000 soldados de Sichuan para pacificar as turbas, a revolta gradualmente chegou ao fim. A hostilidade das autoridades dos lamaserias e dos chefes nativos locais em relação aos missionários ocidentais no Tibete durou até os últimos estertores da dinastia Manchu e no período republicano.
Segundo Hsiao-ting Lin, não foi nem o 'anti-imperialismo' nem o 'patriotismo' – ao contrário do que afirmam as narrativas históricas chinesas 'padrão' – que levaram os tibetanos a expulsar os missionários ocidentais, mas “o facto de que  figuras religiosas e políticas tibetanas estavam desesperadas para evitar qualquer possível intrusão nos seus interesses e privilégios locais pelas autoridades cristãs".

### Reforma
De acordo com os partidários do governo tibetano no exílio, nas suas reformas, o 13º Dalai Lama proibiu a pena capital, tornando o Tibete um dos primeiros países a fazê-lo.
Isto é reconhecido por Sir Charles Bell, um amigo do Dalai Lama, com a ressalva, no entanto, de que "a punição por assassinato deliberado é geralmente tão severa que o condenado dificilmente pode sobreviver por muito tempo".
Além disso, o historiador Alex C. McKay observa que casos isolados de pena capital ocorreram em anos posteriores, como a morte de Padma Chandra e a execução de um jovem envolvido no roubo do cavalo do administrador tibetano ocidental. McKay também enfatiza o facto de que os castigos corporais continuaram a ser infligidos por inúmeras ofensas e muitas vezes mostraram-se fatais.

### Invasão da República da China
O governo da República da China do Kuomintang apoiou o senhor da guerra muçulmano Ma Bufang quando ele lançou sete expedições em Golog, causando a morte de milhares de tibetanos. O autor Uradyn Erden Bulag chamou os eventos que se seguiram de genocidas e David Goodman chamou-os de limpeza étnica. Um tibetano contou o número de vezes que Ma o atacou, lembrando-se do sétimo ataque que tornou a vida impossível. Ma era altamente anticomunista, e ele e o seu exército exterminaram muitos tibetanos no nordeste e leste de Qinghai, e também destruíram templos budistas tibetanos. Ma também patrocinou o Panchen Lama, que foi exilado do Tibete pelo governo do Dalai Lama.

## Direitos humanos no Tibete pós-1950

### Reformas
O irmão do 14º Dalai Lama, Jigme Norbu, relata que, juntamente com essas reformas, as condições de vida nas prisões foram melhoradas, com funcionários sendo designados para garantir que essas condições e regras fossem mantidas."
Nas reformas que foram decretadas após 1959, o filósofo marxista italiano Domenico Losurdo viu uma chance para a população tibetana ter acesso aos direitos humanos que antes lhe eram negados, além da chance de obter condições de vida consideravelmente melhores e uma expectativa média de vida significativamente aumentada. Esta afirmação foi contrastada pela afirmação feita por Choekyi Gyaltsen, o 10º Panchen Lama, que criticou a situação no Tibete ao redigir um documento de 70.000 caracteres que tratava da brutal repressão do povo tibetano que ocorreu durante e após a invasão chinesa do Tibete. Neste documento, ele criticou a repressão que as autoridades chinesas haviam realizado em retaliação à revolta tibetana de 1959.

### Dificuldades
De acordo com um relatório do Asia Watch Committee em 1988, a questão dos direitos humanos numa área minoritária da República Popular da China é inerentemente difícil de pesquisar e abordar. A sensibilidade oficial em torno da questão do Tibete agrava o problema. As medidas governamentais para impedir que informações sobre protestos e manifestantes tibetanos deixem a China impediram as organizações de monitorização de direitos humanos de fornecer um relato adequado dos protestos e das suas consequências, de acordo com a Comissão Executiva do Congresso sobre a China (CECC, na sigla em inglês).
A posição do Partido Comunista de que qualquer discussão da questão por estrangeiros é "interferência inaceitável nos assuntos internos da China" é em si um obstáculo ao escrutínio. O governo chinês também associou comentários negativos sobre os direitos humanos no Tibete com danos às relações sino-americanas. Isto está relacionado a questões sobre presos políticos, transferência de população e muito mais, que estão "escondidas em sigilo", segundo o relatório. Assim, reunir informações sobre tais assuntos em relação ao Tibete é uma tarefa difícil.

### Tipos de abusos

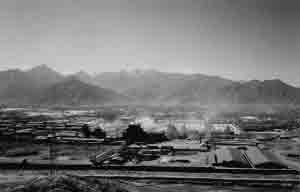
Uma fotografia aérea da Prisão Drapchi em Lhasa, que, de acordo com a Administração Central Tibetana, ganhou uma notória reputação pelo seu tratamento violento de prisioneiros.

Os abusos dos direitos humanos documentados no Tibete incluem a privação da vida, desaparecimentos, tortura, más condições nas prisões, prisão e detenção arbitrária, negação de julgamento público justo, negação da liberdade de expressão e liberdade de imprensa e Internet. Os abusos também incluem repressão política e religiosa, abortos forçados, esterilização, e até infanticídio.
O aparato de segurança empregou tortura e tratamento degradante ao lidar com alguns detidos e prisioneiros, de acordo com o relatório de 2009 do Departamento de Estado dos EUA. Os tibetanos repatriados do Nepal também sofreram tortura, incluindo choques elétricos, exposição ao frio e espancamentos severos, e foram forçados a realizar trabalho físico pesado. Os prisioneiros foram submetidos rotineiramente a sessões de "investigação política" e punidos se considerados insuficientemente leais ao Estado.

#### Abusos físicos

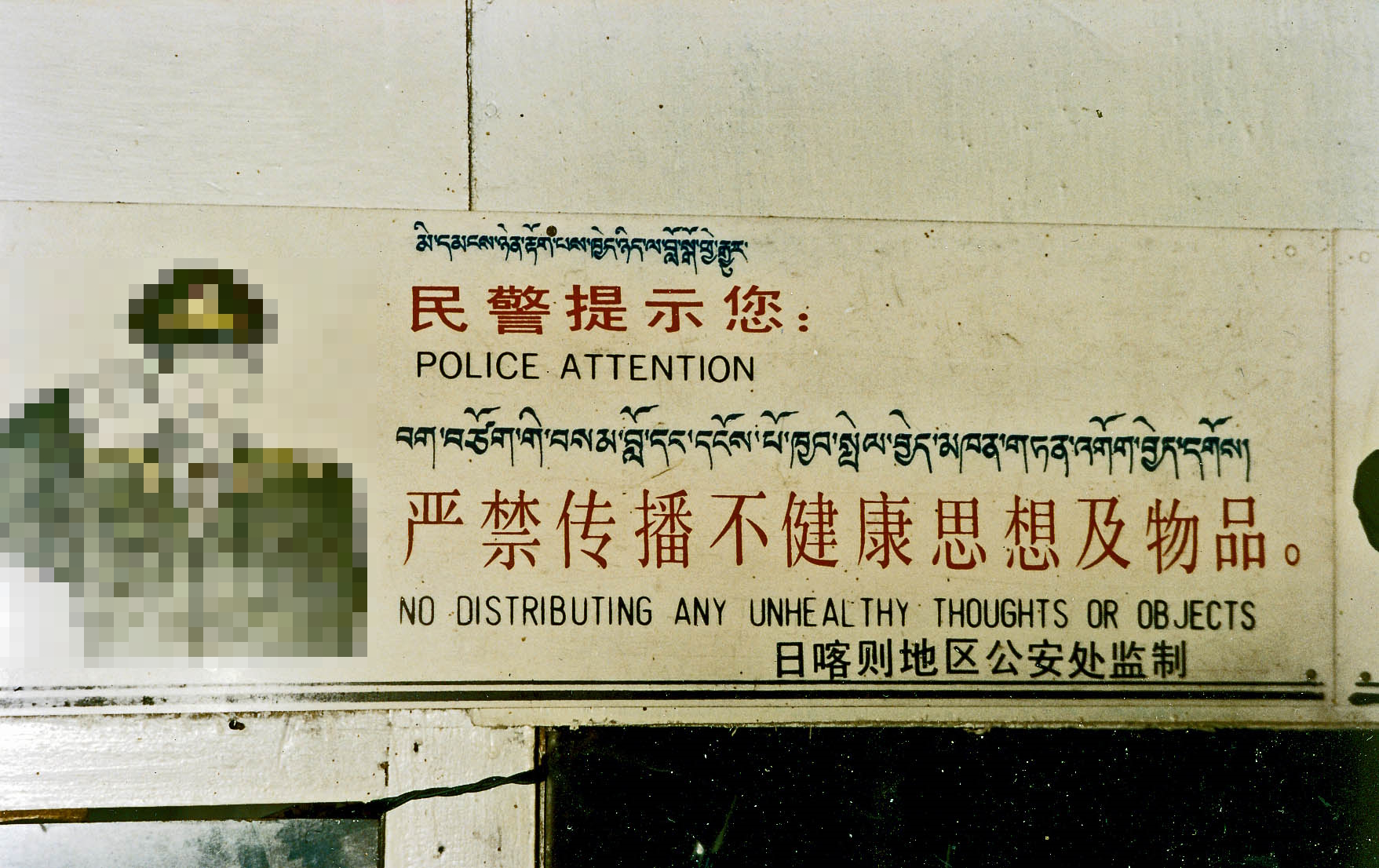
"Atenção da polícia: Não distribua quaisquer pensamentos ou objetos insalubres." Uma placa trilíngue (tibetano - chinês - inglês) acima da entrada de um pequeno café na cidade de Nyalam, Tibete, 1993.

De acordo com um relatório da ONU sobre a adoção da sua resolução tibetana em 1965: "A ocupação chinesa do Tibete tem sido caracterizada por atos de assassinato, violação e prisão arbitrária; tortura e tratamento cruel, desumano e degradante de tibetanos numa grande escala."
De acordo com um documento secreto do ELP supostamente capturado pelos guerrilheiros que lutavam contra o exército chinês, 87.000 mortes foram registradas em Lhasa entre março de 1959 e setembro de 1960. Em relação a este documento, o demógrafo chinês Yan Hao pergunta-se por que "demorou seis anos para que o documento do PLA fosse capturado e 30 anos para ser publicado" ("por uma organização budista tibetana na Índia em 1990"), acrescentando que foi "altamente improvável que uma força de resistência pudesse existir no Tibete tão tarde quanto em 1966."
O 10º Panchen Lama disse em relação às atrocidades cometidas pelas forças chinesas: "Se houvesse um filme feito sobre todas as atrocidades perpetradas na província de Qinghai, chocaria os espectadores. Na área de Golog, muitas pessoas foram mortas e os seus cadáveres rolaram colina abaixo para uma grande vala. Os soldados disseram aos familiares e parentes das pessoas mortas que eles deveriam comemorar, já que os rebeldes foram exterminados. Eles foram forçados a dançar sobre os cadáveres. Logo depois, também foram massacrados com metralhadoras... Em Amdo e Kham, as pessoas foram submetidas a atrocidades indescritíveis. As pessoas foram baleadas em grupos de dez ou vinte... Tais ações deixaram feridas profundas na mente das pessoas".
Desde 10 de março de 2008, fontes tibetanas exiladas documentaram que 228 tibetanos morreram sob a repressão, 1.294 ficaram feridos, 4.657 detidos arbitrariamente, 371 sentenciados e 990 desaparecidos. Quatro tibetanos foram executados em Lhasa em 20 de outubro de 2009, enquanto que as autoridades chinesas confirmaram apenas dois. 11 tibetanos foram condenados à prisão perpétua. Na maioria dos casos, os réus não tinham advogado independente e, quando um advogado da sua escolha representava os réus, as autoridades bloquearam as representações por meio de intimidação ou por motivos processuais. A Amnistia Internacional afirmou que vários detidos em prisões e centros de detenção no Tibete "relataram que morreram sob custódia, ou semanas após a sua libertação, aparentemente como resultado de maus-tratos ou falta de assistência médica na detenção."
Num caso, um tibetano da província de Sichuan, Paltsal Kyab, morreu cinco semanas depois de ter sido detido pela polícia em conexão com os protestos de 2008. A sua família não teve permissão para visitá-lo enquanto ele estava detido e não recebeu notícias até ser informada da sua morte. Ao reivindicar o seu corpo, familiares encontraram-no ferido e coberto de bolhas; eles descobriram mais tarde que ele também tinha ferimentos internos, de acordo com a Amnistia Internacional. A polícia disse à família que ele havia morrido de uma doença, embora parentes afirmassem que ele estava saudável quando detido.
Em 2017, Jamyang Samten, um adolescente tibetano de 15 anos que fazia parte de um grupo de 75 pessoas que fugia do Tibete para o Nepal foi detido após um tiroteio na passagem de Nangpa La, tendo sido posteriormente detido, interrogado e torturado com um aguilhão de gado enquanto estava preso a uma parede, em conjunto com outros tibetanos detidos. Samten referiu que foi também agredido por um guarda que tinha uma luva de metal e o socava no estômago. Devido ao seu forte desejo de ver o Dalai Lama Samten voltou a tentar cruzar a fronteira entre a Região Autónoma do Tibete e o Nepal tendo sido bem sucedido e chegando depois à Índia. No ano de 2007, existiam cerca de 3,000 a 4,000 tibetanos a tentarem anualmente atravessar a fronteira para o Nepal pagando a contrabandistas.

#### Alegações de genocídio físico
De acordo com a Friends of Tibet, uma organização que se define como um "movimento popular por um Tibete Independente", o número de tibetanos mortos após a ocupação chinesa - um período marcado por tortura e fome - agora ultrapassa um milhão. O 14º Dalai Lama alegou que 1,2 milhões de tibetanos foram mortos sob o domínio chinês.
No seu livro "People who Count" (1995), Dorothy Stein indica exatamente como as mortes pelas quais os chineses são responsabilizados foram atingidas por "nacionalistas tibetanos" (suas palavras): "elas são atribuídas a 'números publicados pelo Gabinete de Informação do Secretariado Central Tibetano' na Índia.” "Uma carta à Tibetan Review de Jampel Senge (abril de 1989, p. 22) diz: 'o censo que resultou na Figura de 1,2 foi conduzido pelo Governo no exílio através de tibetanos exilados que viajaram para conhecer os seus parentes, e através de recém-chegados do Tibete."
A figura de 1,2 milhões de mortos é contestada pelo demógrafo chinês Yan Hao que diz que a metodologia usada pelo governo tibetano no exílio é defeituosa. “Como podem eles chegar a esses números exatos de mortes analisando documentos”, ele questiona, “se eles têm problemas em calcular um número exato da população total viva do Tibete atualmente?” “Como podem eles dividir os números por regiões” “quando eles têm um problema em definir claramente a fronteira do grande Tibete, bem como as suas províncias?” Yan Hao enfatiza que “o conhecimento das estatísticas diz-nos que a amostragem aleatória é necessária para obter dados confiáveis em qualquer pesquisa” e “as realizadas inteiramente entre refugiados políticos podem produzir qualquer coisa, menos resultados objetivos e imparciais”.
Patrick French, ex-diretor da Campanha Tibete Livre em Londres, afirma que "não há evidências" para apoiar o número de 1,2 milhões de tibetanos mortos como resultado do domínio chinês. French estima que cerca de meio milhão de tibetanos morreram de repressão e fome sob o domínio chinês.
Num relatório «WRITENET» preparado para o Alto Comissariado das Nações Unidas para os Refugiados em 2005, o professor Colin P. Mackerras escreve que as alegações de que os chineses estão a espezinhar os tibetanos no seu próprio país e que 1.2 milhões de tibetanos morreram devido à ocupação chinesa devem ser tratados com "o mais profundo ceticismo". Os números mostram que desde o início da década de 1960, a população tibetana vem a aumentar, provavelmente pela primeira vez em séculos. O que parece resultar disso é que as alegações do governo tibetano no exílio de redução da população devido ao domínio chinês provavelmente têm alguma validade para a década de 1950, mas são muito exageradas. No entanto, desde a década de 1960, o domínio chinês teve o efeito de aumentar a população dos tibetanos, não diminuí-la, em grande parte devido a um processo de modernização que melhorou o padrão de vida e reduziu as taxas de mortalidade infantil, maternidade e outras.
No seu ensaio Hidden Tibet: History of Independence and Occupation publicado pela Biblioteca de Obras e Arquivos Tibetanos em Dharamsala, Sergius L. Kuzmin forneceu uma análise detalhada das perdas humanas no Tibete, variando de 3 a 30% da população ao usar diferentes fontes. Kuzmin indicou a inadequação dos resultados baseados na demografia e observou que os dados ao nível local foram generalizados e só foram publicados pelos emigrantes tibetanos. Ele concluiu que, de acordo com o Direito Internacional, as ações dos maoístas no Tibete podem ser qualificadas como genocídio, independentemente de qual das estimativas acima de perdas populacionais se considere credível.

#### Alegações de abortos forçados, esterilizações e infanticídio
Em The Making of Modern Tibet, o historiador A. Tom Grunfeld observa que "nos anos seguintes à publicação [1960] do relatório da LIC, o Dalai Lama, Purshottam Trikamdas e a CIJ" (Comissão Internacional de Juristas) "todos afirmaram terem encontrado provas de esterilização; ainda assim, eles não conseguiram apresentar uma única pessoa que pudesse ser examinada clinicamente para verificar essas alegações".
Um levantamento demográfico de Pala – uma área localizada no oeste de Changtang a cerca de 300 milhas (~482km) a noroeste de Lhasa – conduzido pelo tibetologista Melvyn Goldstein traz à luz que de 1959 a 1990 famílias grandes permaneceram a norma e que nenhuma restrição reprodutiva foi imposta aos pastores nómadas: "Apesar de repetidas alegações no Ocidente de que os chineses haviam imposto uma política estrita de controlo de natalidade no Tibete, onde 'abortos forçados, esterilizações e infanticídios são ocorrências quotidianas' (New York Times, 31 de janeiro de 1992), não havia política de restrição à reprodução em Pala, muito menos evidências de abortos forçados, esterilizações ou infanticídios." Uma análise das histórias de fecundidade coletadas de 71 mulheres com idades entre 15 e 59 anos fornece fortes evidências para apoiar a conclusão de que nenhuma política de controlo populacional que restringisse casais a 2 ou mesmo 3 nascimentos foi ou está em vigor. Além disso, nenhum nómada de Pala foi multado por qualquer criança subsequente, e todas essas crianças e as suas famílias gozam de plenos direitos na comunidade .
Num estudo sobre fertilidade e planeamento familiar no Tibete rural publicado em 2002, Melvyn C. Goldstein, Ben Jiao, Cynthia M. Beall e Phuntsog Tsering afirmam que não havia evidência em nenhum dos locais pesquisados de que Lhasa estivesse a aplicar uma regra de nascimento no Tibete rural. Embora um relatório da Rede de Informação do Tibete tenha declarado que esta política estava em vigor, quando o condado de Ngamring, citado no relatório, foi visitado, tal política não era evidente. O governo do condado de Ngamring havia se esforçado para aumentar o uso do planeaamento familiar na década de 1990, mas no verão de 2000 nenhum nómada local ou funcionários da área de estudo ouviram falar sobre o limite de dois filhos, nem nenhum dos funcionários entrevistados na sede do condado de Ngamring. E, finalmente, nenhuma multa foi imposta pelo quarto nascimento e subsequentes. Para os seus autores, "o estudo destaca os perigos de usar relatórios de refugiados e evidências anedóticas para interpretar situações altamente politizadas".
Em China's Birth Control Policy in the Tibet Autonomous Region - Myths and Realities, Melvyn C. Goldstein e Cynthia M. Beall relatam que "Uma série de relatórios publicados afirma que a China estava e está a obrigar os tibetanos a aderir a um rigoroso programa de controlo de natalidade que inclui abortos forçados, esterilizações e até infanticídio.
Em 1992, Paul Ingram, falando em nome de um grupo de ONG para a Convenção sobre os Direitos da Criança, afirmou que "poucas pessoas ou organizações parecem dispostas a admitir que os chineses FORÇAM [sic] mulheres tibetanas a serem esterilizadas ou a fazer abortos, ou irão entreter a perspetiva de que a sua política é de genocídio cultural planeado contra o povo tibetano, complementado por um enorme influxo de colonos chineses. No entanto, há uma grande quantidade de evidências e testemunhos detalhados, que indicam que esta tem sido a política chinesa no Tibete por muitos anos", dizendo que era "como nazista".
Jezza Neumann, diretora de Undercover in Tibet (exibido em Dispatches), entrevistou uma mulher tibetana que descreveu a sua agonia numa suposta operação de esterilização forçada sem anestesia.

#### Violações à liberdade de religião
Os tibetanos no Tibete afirmam que existem limites claros ao seu direito de praticar o budismo. A mais rigorosa é a proibição de orações públicas para o 14º Dalai Lama. Além disso, é necessária a permissão das autoridades para qualquer grande reunião pública, reuniões budistas não isentas.
O ministro das Negócios Estrangeiros da República Popular da China, Yang Jiechi, disse numa entrevista coletiva em março de 2009 que o Dalai Lama "não é uma figura religiosa, mas uma figura política". A Xinhua, citando um tibetologista, ecoou esse tema, referindo-se aos esforços do Dalai Lama em estabelecer um governo no exílio, estabelecer uma Constituição e outras coisas. Acabar com o uso de mosteiros pelo "clique do Dalai" para subversão contra o Estado é uma parte central da campanha que promove a "estabilidade e harmonia no campo religioso" do PCC. O órgão estatal de supervisão do budismo, a Associação Budista da China, mudou os seus estatutos em 2009 para denunciar o Dalai Lama por agitar a independência do Tibete. O Governo Popular Central afirmou o direito de aprovar o próximo Dalai Lama, de acordo com "convenções históricas" usadas na Dinastia Qing desde 1793.
O Centro Tibetano para os Direitos Humanos e Democracia (TCHRD, na sigla em inglês) relatou casos de "educação patriótica" em 2005, a partir do testemunho de "jovens monges tibetanos que escaparam do Tibete". Neles, os monges recebiam literatura política e um guião para recitar aos funcionários do Bureau Religioso do Condado quando os deveriam visitar. Eles foram instruídos a praticar a denúncia do Dalai Lama como um "separatista" e a jurar lealdade à China, e foram questionados sobre a literatura. As autoridades também exaltaram os monges a aceitarem a legitimidade de Gyaincain Norbu, a escolha do governo para o 11º Panchen Lama.
De acordo com a Comissão Executiva do Congresso sobre a China, canais educacionais, legais e de propaganda são usados para pressionar os budistas tibetanos a mudar as suas crenças religiosas numa doutrina que promova posições e políticas governamentais. Isso resultou, em vez disso, na continuidade das exigências tibetanas por liberdade de religião e no retorno do Dalai Lama ao Tibete. Em junho de 2009, um funcionário monástico que também ocupa a vice-presidência da CCPPC para o Tibete, disse aos monges do Mosteiro Galden Jampaling em Qamdo que a sua liberdade religiosa era resultado da benevolência do Partido. O TCHRD alegou que as autoridades chinesas em 2003 ameaçaram moradores de um condado habitado por tibetanos com expropriação se não entregassem os retratos do Dalai Lama dentro de um mês.
O PCC aumentou ainda mais a sua influência sobre o ensino e a prática do budismo tibetano em 2009, inclusive intensificando uma campanha de média para desacreditar o Dalai Lama como líder religioso e impedir que os tibetanos o respeitassem como tal. Declarações oficiais chinesas também indicaram que o governo selecionaria um sucessor para o Dalai Lama quando ele falecer. Espera-se que os tibetanos "abracem tal desenvolvimento".

#### 'Reformando' o budismo tibetano
Em fevereiro de 2009, o “Ramo Tibetano” da Associação Budista da China mudou os seus estatutos para pressionar os monges e monjas budistas tibetanos a tratarem o Dalai Lama como um “criminoso de facto” e uma ameaça ao budismo tibetano, de acordo com um relatório nos média controlados pelo Estado chinês. Os estatutos revistos instavam monges e freiras a “ver claramente que o 14º Dalai Lama é o líder da associação política separatista que busca a 'independência do Tibete', uma ferramenta leal das forças ocidentais anti-China, a raiz que causa agitação social no Tibete e o maior obstáculo para o budismo tibetano construir a sua ordem.” A Comissão Executiva do Congresso sobre a China argumenta que incorporar uma linguagem classificando o Dalai Lama como “separatista” nos estatutos de uma organização religiosa designada pelo governo aumenta o risco de punição para monges e freiras que mantêm devoção religiosa ao Dalai Lama, mesmo que não se envolvam em atividade política explícita.
Em 10 de março de 2010, o Dalai Lama afirmou que "as autoridades chinesas estão a realizar várias campanhas políticas, incluindo campanha de reeducação patriótica, em muitos mosteiros no Tibete. Eles estão a colocar os monges e monjas em condições de prisão, privando-os da oportunidade de estudar e praticar em paz. Essas condições fazem com que os mosteiros funcionem mais como museus e destinam-se a aniquilar deliberadamente o budismo."
O PCC continuou a afirmar que as políticas chinesas nas áreas tibetanas são um sucesso e, em 2008 e 2009, assumiu uma postura de pressionar outros governos a abandonar o apoio ao Dalai Lama e, em vez disso, apoiar a linha do Partido nas questões tibetanas.
A defesa do Dalai Lama em nome do povo e da cultura tibetana é usada na propaganda oficial para argumentar que ele não é um líder religioso legítimo, mas um ator político. Acabar com o papel do Dalai Lama como líder religioso supremo é uma parte central da campanha que promove a “estabilidade” e a “harmonia” do PCC nas áreas tibetanas da China. Isso foi realizado pelos média estatais e altos funcionários do governo. O ministro dos Negócios Estrangeiros, Yang Jiechi, por exemplo, disse numa entrevista coletiva em março de 2009 que o Dalai Lama “não é uma figura religiosa, mas uma figura política”.
A resposta oficial às contínuas críticas da política do PCC por parte dos tibetanos inclui “campanhas agressivas” de “educação patriótica” (“ame o país, ame a religião”) e educação legal. Sessões de educação patriótica exigem que monges e monjas passem em exames de textos políticos, afirmem que "o Tibete é historicamente uma parte da China", aceitem a legitimidade do Panchen Lama instalado pelo governo chinês e denunciem o Dalai Lama.
Em junho de 2009, um funcionário monástico que também ocupa o posto de vice-presidente da Conferência Consultiva Política do Povo Chinês da Região Autónoma do Tibete (CCPPC) falou aos monges no Mosteiro de Jampaling (Qiangbalin) na prefeitura de Changdu (Chamdo), RAT, e enfatizou a dependência de “liberdade de religião” sobre o controlo do Partido e o patriotismo em relação à China. “Sem os regulamentos do Partido”, disse ele aos monges, “não haveria liberdade de religião para as massas. Para amar a religião, você deve primeiro amar o seu país.”
De acordo com a CECC, as autoridades chinesas justificam tais campanhas como "legítimas e necessárias", procurando caracterizar e confundir uma série de objeções tibetanas à política estatal como ameaças à unidade e estabilidade da China. Um exemplo dado para fundamentar isso são os comentários feitos pelo secretário do Partido da Região Autónoma do Tibete (RAT), Zhang Qingli, e pelo vice-ministro de Segurança Pública Zhang Xinfeng, falando durante uma teleconferência em fevereiro de 2009 sobre “o trabalho de manutenção da estabilidade social”. Eles pediram que “um grande número de membros do partido, governo, militares e polícias no Tibete entrassem imediatamente em ação” e “esmaguem resolutamente os ataques selvagens do clique do Dalai e vençam firmemente a atual guerra popular contra o separatismo e pela estabilidade”. Os principais oradores da teleconferência destacaram a importância das "campanhas educativas" para alcançar tais objetivos.
Um grupo ativista tibetano informou que as autoridades chinesas no condado de Kardze e no condado de Lithang na Prefeitura Autónoma do Tibete de Kardze ("PAT"), província de Sichuan, como parte da campanha anti-Dalai Lama, ameaçaram a população local com o confisco das suas terras se não entregassem retratos do Dalai Lama dentro de um mês.
Escrevendo em 2005, o jurista Barry Sautman afirma que a proibição da exibição pública de fotos do 14º Dalai Lama começou em 1996 na RAT, mas não é aplicada nas áreas tibetanas das províncias de Qinghai, Gansu, Sichuan e Yunnan.

### Violência sectária tibetana-muçulmana
A maioria dos muçulmanos no Tibete são pessoas Hui. A tensão entre tibetanos e muçulmanos decorre de eventos durante o governo do senhor da guerra muçulmano Ma Bufang em Qinghai, como as rebeliões de Ngolok (1917-1949) e a Guerra Sino-Tibetana. No passado, ocorreram tumultos entre muçulmanos e tibetanos. A repressão do separatismo tibetano pelo governo chinês é apoiada pelos muçulmanos Hui. Além disso, os hui de língua chinesa têm problemas com os hui tibetanos (a minoria de muçulmanos kache de língua tibetana).
A principal mesquita em Lhasa foi incendiada por tibetanos, e muçulmanos hui chineses foram violentamente agredidos por desordeiros tibetanos nos distúrbios tibetanos de 2008. A violência sectária entre budistas tibetanos e muçulmanos não recebe ampla atenção dos média.

### Repercussões da agitação de 2008
Em março de 2008, o que começou como comemorações monásticas rotineiras do Dia da Revolta Tibetana transformou-se em tumultos, espancamentos e incêndios criminosos por tibetanos contra Han, Hui e até outros tibetanos, matando 18 civis e 1 polícia. As baixas sofridas durante a repressão policial subsequente são desconhecidas, de acordo com o Departamento de Estado dos EUA. Muitos membros da Polícia Armada do Povo (PAP) permaneceram em comunidades em todo o planalto tibetano durante o ano, e as consequências dos protestos continuaram a afetar os resultados dos direitos humanos para o povo tibetano.
De acordo com várias fontes, o Departamento de Estado dos EUA diz que muitos detidos após os distúrbios foram sujeitos a punições extrajudiciais, como espancamentos severos e privação de comida, água e sono por longos períodos. Em alguns casos, os detidos sofreram fraturas ósseas e outros ferimentos graves nas mãos de oficiais do PAP e do Departamento de Segurança Pública (PSB, na sigla em inglês). De acordo com testemunhas oculares, os corpos das pessoas mortas durante os distúrbios ou interrogatórios subsequentes foram descartados secretamente em vez de devolvidos às suas famílias. Muitos mosteiros e conventos permaneceram em confinamento, enquanto as autoridades renovaram a campanha “Educação Patriótica”, segundo a Amnistia Internacional, envolvendo denúncias escritas contra o Dalai Lama.
Membros tibetanos do PCC também foram alvos, inclusive sendo forçados a retirar os seus filhos das escolas da comunidade de exilados do Tibete, onde obtêm educação religiosa. Em março de 2010, cerca de 50 tibetanos foram presos por enviar relatórios, fotos e vídeos para o exterior durante os distúrbios, segundo a Repórteres Sem Fronteiras (RSF). Um indivíduo recebeu uma sentença de 10 anos de prisão.
Foi a interferência do governo chinês e do Partido Comunista nas normas do budismo tibetano e o "antagonismo incessante em relação ao Dalai Lama" que foram os principais fatores por detrás dos protestos, de acordo com um relatório especial da Comissão Executiva do Congresso dos EUA sobre a China.
Muitos membros da Polícia Armada do Povo (PAP) permaneceram em comunidades em todo o planalto tibetano durante o ano, e as consequências dos protestos continuaram a afetar os resultados dos direitos humanos para o povo tibetano. A Amnistia Internacional estava "profundamente preocupada com as violações dos direitos humanos" que ocorreram durante esses eventos e pediu ao Conselho de Direitos Humanos que abordasse a situação dos direitos humanos durante os distúrbios de 2008.